# Дятлино (Московская область)
Дятлино — деревня в Дмитровском районе Московской области, в составе сельского поселения Синьковское.  До 1954 года Дятлино входило в Карповский сельсовет. До 2006 года находилось в составе Синьковского сельского округа. Население — 21 чел. (2010).
На погосте возле Дятлино располагается церковь Обновления храма Воскресения.

## Расположение
Деревня расположена в западной части района, примерно в 10 км западнее Дмитрова, на правом берегу реки Дятлинка, высота центра над уровнем моря 152 м. На речке организовано Карповское водохранилище (плотина).
Ближайшие населённые пункты — Карпово на противоположном берегу реки, Зверково на северо-востоке и Дуброво на западе.

## История
Село Дятлино (Дятелино) Каменского стана получило своё название от речки Дятелинки. В 1428 году было отдано Ефросиньей, женой князя Петра Дмитриевича, в Московский Богоявленский монастырь.
Запись от 14 июля 1562 года (ст. ст.): "Богоявленского монастыря, что на Москве, за Торгом, село Дятелино на речке Дятелине, в селе церковь Воскресения Христова, в селе же двор монастырский, двор Поп Димитрий, а крестьян дворов 17, и непашенных 6 дворов. Того ж села погост на Дятелинской земле, на речке на Дятелинке, а на погосте церковь Воскресения Христова, а на погосте ж двор Поп Иванов...".
До Смутного Времени село носило также имя Воскресенское.
В первой половине XVII веке уже пустошь, что было село Дятлино и рядом деревня Карпова. Село пострадало после Польско-литовского нашествия. Во второй половине XVII века Дятлино вновь заселяется.
В 1647 году в трёх селениях (Дятелино, Карпова, Дубровка) было 18 крестьянских, 7 бобыльских дворов и 4 деловых работных людей.
В 1682 году была построена новая церковь в Дятлино.

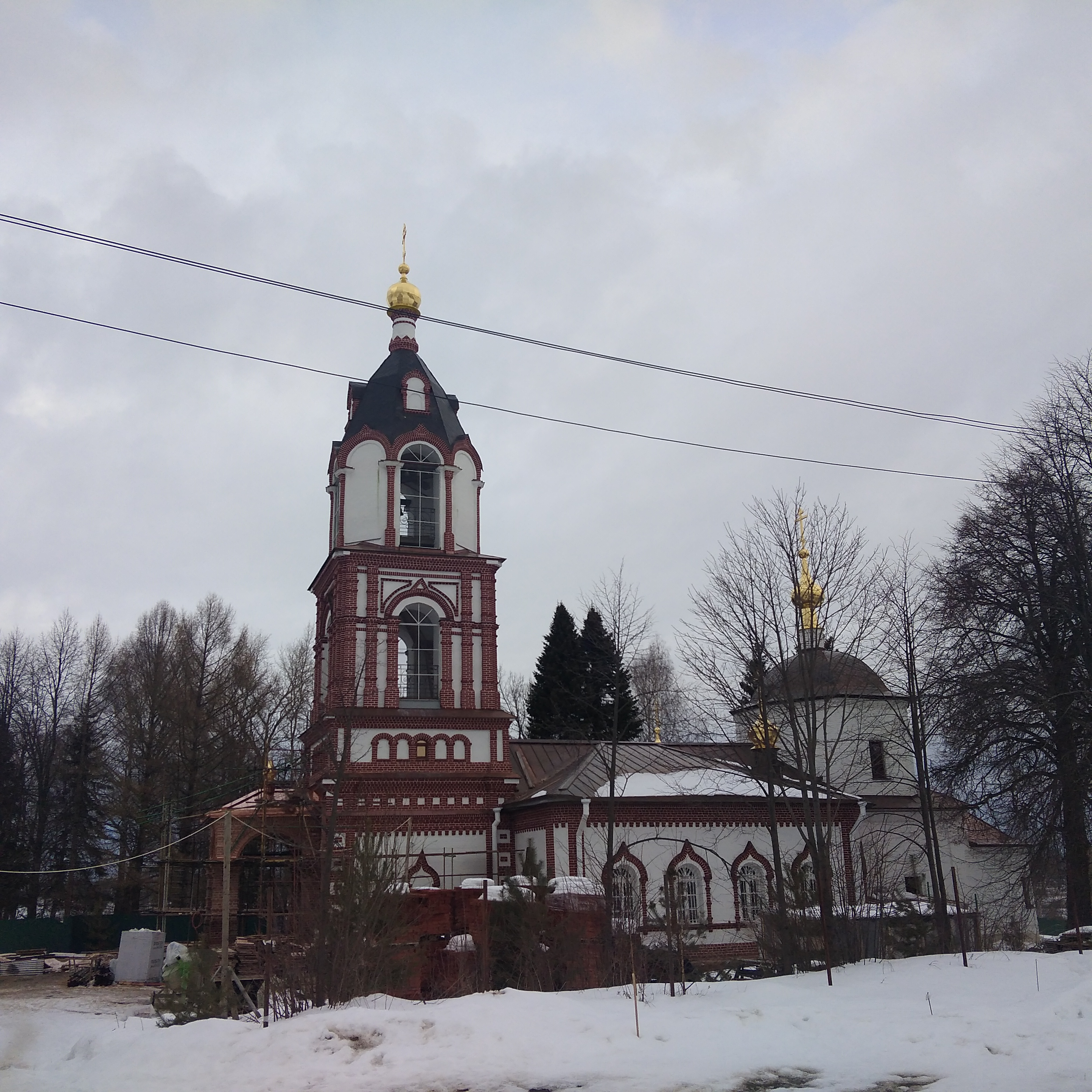
Церковь Обновления храма Воскресения на погосте возле Дятлино

В 1743 году на погосте была заложена кирпичная церковь Обновления храма Воскресения на средства Богоявленского монастыря. Трапезная и колокольня относится к XIX веку. Приделы в честь священномученика Харлампия и Иоанна Богослова.
В 1764 году после секуляризации земель село было отдано в ведение Государственной коллегии Экономии.
Ранее через село проходила Галицкая дорога, соединяющая Москву, Дмитров с северными городами. В Дятлино был организованы чайная для путников и конюшня для смены лошадей. На речки была организована запруда с мельницей.
Деревянная церковь в Дятлино не сохранилась, осталась каменная на погосте. Так как погост располагается на одном расстоянии от Дятлино и Карпово, то часто церковь на погосте часто относят к деревне Карпово. 
Также стоит отметить, что часто разные источники относят одни и те же объекты и события то к Карпово, то к Дятлино. Так как оба населённых пункта находятся рядом на противоположных высоких берегах речки Дятлинки и в разные периоды истории признавались поочерёдно центрами развития района.
В 1918 году Дятлино входит в Карповский сельсовет. В 1954 году территория сельсовета была передана в Синьковский сельсовет.
В 1994 году Синьковский с/с был преобразован в Синьковский сельский округ.

## Население
| 2002 | 2006 | 2010 |
| ---- | ---- | ---- |
| 17   | →17  | ↗21  |